# Hamm
Hamm (pronunciación en alemán: /ham/ⓘ) es una ciudad alemana del estado de Renania del Norte-Westfalia, situada en el extremo oriental de la cuenca del Ruhr, cerca de la ciudad de Dortmund. Con 179 397 habitantes (a 2016) es la cuadragésimosegunda más grande del país por número de habitantes, y con un área de 226,26 km² la decimocuarta en extensión.

## Ubicación
Limita: al noreste con el distrito de Warendorf, al este y al sureste con el distrito de Soest, al suroeste y al oeste con el distrito de Unna (pueblos de Werne, Bergkamen, Kamen y Bönen), y al noroeste con el distrito de Coesfeld.
Altitud 63 m, pasa el río Lippe. Coordenadas 51° 40′ N y 07° 49′ E. 

## Historia
La ciudad de Hamm fue fundada en 1226 por Adolfo I, conde de Mark, después fue la capital del Condado de Mark. En 1262 recibió el título de ciudad. En 1469 fue miembro de la Liga Hanseática. 
El 1 de enero de 1975 se incorporaron las ciudades Bockum-Hövel y Heessen y los municipios Pelkum, Rhynern y Uentrop a la ciudad de Hamm.
La ciudad de Hamm tiene desde 2002 el mayor templo hinduista de Europa, Sri Kamadchi. 

## Hermanamientos
Ciudades hermanadas con Hamm: 
- Neufchâteau (Francia, 1967)
- Santa Mónica (Estados Unidos, 1969).
- Shipley (Reino Unido, 1976).[cita requerida]
- Chattanooga (Estados Unidos, 1977).
- Mazatlán (México, 1978).
- Toul (Francia, 1987).
- Kalisz (Polonia, 1991).[2]
- Afyonkarahisar (Turquía, 2006).